# Necropoli greca di via Santa Teresa degli Scalzi
La necropoli greca di via Santa Teresa degli Scalzi è un sepolcreto risalente al V e al IV secolo a.C..
È ubicato all'inizio dell'omonima strada di Napoli, in corrispondenza del Museo archeologico, in una zona già identificata ad uso sepolcrale da Bartolommeo Capasso nella sua opera Napoli greco-romana.
Fu ritrovata per caso nel 1810, durante i lavori di ultimazione del nuovo asse viario voluto dai francesi che avrebbe collegato il Museo con Capodimonte. Gli oggetti estratti furono monete, vasellame ed alcune lastre di marmo con iscrizioni latine, segno dell'uso protrattosi anche con la conquista della città da parte di Roma.
Gli scavi durarono circa diciassette anni, fino al giugno 1827. Particolari scavi furono svolti il 26 novembre 1822 sotto la supervisione dell'allora duca di Calabria Francesco I e del Re di Prussia Federico Guglielmo III, al quale furono donati gli oggetti ritrovati.
Nel settembre 1897 furono ritrovate sempre fortuitamente alcune tombe in tufo ricoperte da tegole che contenevano vasellame e due monete bronzee di età imperiale; su una di queste era raffigurato l'imperatore Antonino Pio.